# Unité urbaine de Canet
L'unité urbaine de Canet est une unité urbaine française centrée sur la ville de Canet, département de l'Hérault.

## Données globales
En 2010, selon l'Insee, l'unité urbaine de Canet est composée de deux communes, toutes situées dans l'arrondissement de Montpellier, subdivision administrative du département de l' Hérault.
L'unité urbaine de Canet appartient à l'aire urbaine de Montpellier.

## Délimitation de l'unité urbaine de 2010
En 2010, l'Insee a procédé à une révision des délimitations des unités urbaines  de la France; celle de Canet est composée de deux communes.

### Communes
Liste des communes appartenant à l'unité urbaine de Canet selon la nouvelle délimitation de 2010 et sa population municipale en 2010 (liste établie par ordre alphabétique) :
| Nom     | Code Insee | Département | Statut             | Superficie (km2) | Population (dernière pop. légale) | Densité (hab./km2) | Modifier                                    |
| ------- | ---------- | ----------- | ------------------ | ---------------- | --------------------------------- | ------------------ | ------------------------------------------- |
| Canet   | 34051      | Hérault     | ville-isolée       | 7,33             | 3 600 (2022)                      | 491                | modifier les données · modifier les données |
| Pouzols | 34215      | Hérault     | hors unité urbaine | 2,96             | 956 (2022)                        | 323                | modifier les données · modifier les données |

## Évolution démographique
L'évolution démographique ci-dessous concerne l'unité urbaine selon le périmètre défini en 2010.
| 1968  | 1975  | 1982  | 1990  | 1999  | 2009  | 2014  | 2015  | 2016  |
| ----- | ----- | ----- | ----- | ----- | ----- | ----- | ----- | ----- |
| 1 435 | 1 396 | 1 574 | 1 838 | 2 227 | 4 103 | 4 399 | 4 439 | 4 480 |

| 2018  | - | - | - | - | - | - | - | - |
| ----- | - | - | - | - | - | - | - | - |
| 4 457 | - | - | - | - | - | - | - | - |